# Dalok ismerkedéshez
A Dalok ismerkedéshez (eredeti címe: Nick & Norah's Infinite Playlist, szó szerinti jelentése: "Nick és Norah végtelen lejátszási listája") 2008-ban bemutatott amerikai romantikus dramedy, amelyet Peter Sollett rendezett. A film írója Lorene Scafaria, a forgatókönyv alapjául Rachel Cohn és David Levithan Nick and Norah's Infinite Playlist című regénye szolgált. A főszerepben Michael Cera és Kat Dennings látható.
Az Amerikai Egyesült Államokban 2008. szeptember 6-án mutatták be.

## Cselekmény
Nick és Norah, két középiskolai végzős, úgy tesznek, mintha egy pár lennének, hogy "lepattintsák" a barátaikat; de végül életük legemlékezetesebb éjszakáján esnek át.

## Szereplők
| Színész            | Szerep                     | Magyar hang     |
| ------------------ | -------------------------- | --------------- |
| Michael Cera       | Nick                       | Molnár Levente  |
| Kat Dennings       | Norah                      | Zsigmond Tamara |
| Alexis Dziena      | Tris                       | Molnár Ilona    |
| Ari Graynor        | Caroline                   | Csondor Kata    |
| Aaron Yoo          | Thom                       |                 |
| Rafi Gavron        | Dev                        |                 |
| Jonathan B. Wright | Lethario                   |                 |
| Jay Baruchel       | Tal                        |                 |
| Eddie Kaye Thomas  | Jesus (cameo)              | nem szólal meg  |
| John Cho           | reklámtáblás férfi (cameo) |                 |

## Fogadtatás
A film általánosságban pozitív kritikákat kapott. A Rotten Tomatoes oldalán 74%-ot szerzett 186 kritika alapján, és 6.50 pontot szerzett a tízből. A Metacritic honlapján 64 pontot szerzett a százból, 32 kritika alapján.
A USA Today kritikusa, Claudia Puig három és fél csillaggal értékelte a maximális négyből. A. O. Scott, a The New York Times kritikusa "aranyos romantikus filmnek" nevezte. James Berardinelli, a ReelViews kritikusa három csillaggal értékelte a négyből.